# Салин (округ, Миссури)
Округ Сали́н (англ. Saline County) — округ штата Миссури, США. Население округа на 2010 год составляло 23 370 человек. Административный центр округа — город Маршалл.

## История
Округ Салин основан в 1820 году.

## География
Округ занимает площадь 1956,8 км2.

## Демография
Согласно оценке Бюро переписи населения США, в округе Салин в 2010 году проживало 23 370 человек. Плотность населения составляла 11,9 человек на квадратный километр.